# 松村博司
松村 博司（まつむら ひろし、1970年8月9日 - ）は、元お笑い芸人である。大阪府大阪市出身。

## 人物
- 大阪NSC第8期生。同期で幼馴染でもあったなだぎ武と「スミス夫人」結成[1]。ボケ担当。
- 1997年オールザッツ漫才優勝。
- 2001年コンビ解散と同時に芸能界を引退。
- 現在は大阪市内のスーパーにて働いている、[要出典]2024年5月になだぎ武の公式YOUTUBEチャンネルでの生配信では今どこで何をしているかわからないと発言している。

## 主な出演番組
- オールザッツ漫才第2回トーナメント戦優勝。
- 爆笑BOOING5週勝ち抜きチャンピオン